# Альмясово
Альмя́сово (рос. Альмясово, башк. Әлмәс) — присілок у складі Кугарчинського району Башкортостану, Росія. Входить до складу Ібраєвської сільської ради.
Населення — 301 особа (2010; 319 в 2002).
Національний склад:
- башкири — 84%